# Methylhexanamine
Methylhexanamine (1,3-dimethylamylamine, DMAA) is een alifatisch amine. Het is een vasoconstrictor en kan met neussprays of als neusdruppels worden toegediend. Hoewel het wordt gezien als psychoactief middel is deze werking niet onderbouwd. Dit werd in 1942 door Eli Lilly & Co geoctrooieerd. Deze firma bracht het in 1944 als geneesmiddel in de handel en haalde het vrijwillig in 1983 weer uit de handel. Methylhexanamine is een stimulerend middel en een ingrediënt van sommige partydrugs en voedingssupplementen, waarin het meestal wordt aangeduid als "Geranamine" (in feite het hydrochloridezout van methylhexanamine). Mede gezien deze naam wordt vaak geclaimd dat methylhexanamine voorkomt in geraniumolie van de Rozenpelargonium. Geraniumolie blijkt echter geen methylhexanamine te bevatten. Bij producten die "geraniumolie" claimen te bevatten en methylhexanamine blijken te bevatten kan het alleen maar om toevoeging van synthetisch materiaal gaan.

## Doping
Omdat methylhexanamine een stimulerend middel is, is het gebruik ervan in de sport niet toegelaten. Het verhoogt de alertheid en vermindert de vermoeidheid. Het zou ook een vetverbrander zijn en vermagerend werken. Het is vergelijkbaar met tuaminoheptaan (heptaan-2-amine), dat ook op de lijst van verboden stimulantia staat.
Vijf Jamaicaanse sporters testten op de kampioenschappen van hun land in juni 2009 positief op het gebruik van methylhexanamine. Eerst was er sprake van het gebruik van methylxanthine, een middel dat niet meer op de verboden lijst stond. Later bleek het om methylhexan(e)amine te gaan en vier van de vijf werden op 14 september 2009 voor drie maanden geschorst: Yohan Blake, Marvin Anderson, Lansford Spence en Allodin Fothergill. De vijfde, sportster Sheri-Ann Brooks, ontliep een schorsing wegens procedurefouten (het B-staal was zonder haar medeweten getest).
De Belgische hordeloper Damien Broothaerts werd ook positief bevonden.
De Franse wielrenner Clément Lhotellerie, rijdend voor Vacansoleil, testte in april 2009 eveneens positief op methylhexanamine, volgens eigen zeggen afkomstig van een voedingssupplement met geraniumolie. Het contract met zijn ploeg werd daarop verbroken. Ook de Portugese wielrenner Rui Costa van de wielerploeg Caisse d'Epargne testte in het najaar van 2010 positief op het middel.Tevens is de Deense renner Mattias Skjelmose hier in 2018 op betrapt en kreeg 10 maanden schorsing.
Op de Olympische Zomerspelen 2012 in Londen werd de Syrische 400m-hordeloopster Ghfran Almouhamad betrapt op methylhexanamine bij een dopingtest op 3 augustus 2012. In het najaar werd het 18-jarige Russische schaatstalent Pavel Koelizjnikov voor twee jaar geschorst vanwege het gebruik van het middel, naar eigen zeggen tegen een verkoudheid.
Ook in Nederland is melding gemaakt van mogelijk gebruik in de sport: in 2012 zou SV Spakenburg, kampioen in dat jaar van de hoogste amateurdivisie Topklasse Zaterdag, gebruik hebben gemaakt van methylhexanamine.